# Kvarnasjön (Öxabäcks socken, Västergötland)
Kvarnasjön är en sjö i Marks kommun i Västergötland och ingår i Viskans huvudavrinningsområde.